# 维拉贝尔米罗体育场
维拿貝明洛球場，为巴西桑托斯市的一个体育场，位于维拉贝尔米罗街区。以观众容量计算，该体育场为圣保罗州第6大体育场。目前是桑托斯足球俱乐部的主场所在地。